# Viktor Mjasnikov
Viktor Nikolaevič Mjasnikov (in russo Виктор Николаевич Мясников?; 3 settembre 1948) è un ex ostacolista sovietico.

## Palmarès

### Europei indoor
- 2 medaglie:
  - 1 oro (Monaco di Baviera 1976 nei 60 metri ostacoli)
  - 1 argento (San Sebastián 1977 nei 60 metri ostacoli)